# Grabovnica (Chorwacja)
Grabovnica – wieś w Chorwacji, w żupanii bielowarsko-bilogorskiej, w mieście Čazma. W 2011 roku liczyła 379 mieszkańców.